# Капела Белимарковића у Врњачкој Бањи
Капела Белимарковића у Врњачкој Бањи подигнута је 1909. године као гробно место породице генерала Јована Белимарковића. Представља непокретно културно добро као споменик културе. Пројектовао је архитекта Петар Ј. Поповић.
Основа капеле је у облику крста са простором који надкрива осмострана купола. Зидана је наизменичним ређањем камена са пет редова цигле, што посебно доприноси живопису фасаде. Декоративна камена пластика веома је прецизно и вешто изведена. Разни рељефни декоративни елементи су по угледу на форме Моравске школе. Најпрецизније су изведени портал и трифора са грбом породице Белимарковић, штит са усправљеним мачем и венцем. 